# Cremona (tỉnh)
The Tỉnh Cremona (Italian:Provincia di Cremona) là một tỉnh ở vùng Lombardia của Ý. Tỉnh lỵ là thành phố Cremona.
Tỉnh này có diện tích 1.771 km² và dân số 335.939 (điều tra dân số năm 2001). Tổng số có 115 đô thị (nguồn: Viện thống kê quốc gia Italia Istat Lưu trữ ngày 7 tháng 8 năm 2007 tại Wayback Machine).
Sông Po, sông dài nhất Italia, là biên giới tự nhiên của tỉnh này với tỉnh Piacenza, còn sông Oglio tách tỉnh Cremona với Brescia.
Tỉnh này nằm ở khu vực trung tâm của đồng bằng Padana, do đó cả lãnh thổ bằng phẳng, không có núi đồi, có nhiều sông chảy qua (như Serio và Adda) cũng như các kênh đào khác.
Kinh tế tỉnh này chủ yếu dựa vào nông nghiệp.

## Đô thị chính
Đến thời điểm tháng 5 năm 2005, các đô thị chính xếp theo dân số là:
| Đô thị         | Dân số |
| -------------- | ------ |
| Cremona        | 71.413 |
| Crema          | 33.471 |
| Casalmaggiore  | 14.278 |
| Castelleone    | 9.090  |
| Soresina       | 8.977  |
| Pandino        | 8.409  |
| Soncino        | 7.487  |
| Rivolta d'Adda | 7.324  |
| Pizzighettone  | 6.802  |
| Spino d'Adda   | 6.495  |
| Offanengo      | 5.832  |
| Castelverde    | 5.130  |